# 笑っていいとも!レギュラー出演者一覧
『笑っていいとも!レギュラー出演者一覧』（わらっていいとも!レギュラーしゅつえんしゃいちらん）では、『森田一義アワー 笑っていいとも!』『笑っていいとも!増刊号』『笑っていいとも!特大号』『笑っていいとも!春・秋の祭典スペシャル』『夜の笑っていいとも!春・秋のドラマ特大号』『笑っていいとも!新春祭』といった『笑っていいとも!スペシャル』など（全てフジテレビ系列）に出演していた人物についての一覧である。

## 全曜日出演者

### 総合司会
森田一義（タモリ）（1982.10.4 - 2014.3.31）

### アシスタント
歴代のいいとも青年隊・少女隊・AD隊については「いいとも青年隊」の項を参照。

## 番組最末期の出演者
太字は各曜日のリーダー。
番組最末期（2013年度下半期、2013年10月 - 2014年3月）のレギュラー出演者を記載。名前のあとのグループ名は放送当時のもので、氏名右に★がある者はフジテレビアナウンサー。

### 月曜日
- 香取慎吾（SMAP）（1994.4 - 2014.3）（水曜日 → 木曜日 → 火曜日 → 月曜日 → 金曜日 → 火曜日 → 月曜日）[注 1]
- 三村マサカズ（さまぁ〜ず）（2004.04 - 2014.3）（木曜日 → 金曜日 → 火曜日 → 月曜日）
- 千原ジュニア（千原兄弟）（2008.4 - 2014.3）（水曜日 → 木曜日 → 水曜日 → 月曜日）
- 渡辺直美（2011.10 - 2014.3）
- 指原莉乃（HKT48）（2011.10 - 2014.3）（水曜日 → 月曜日）
- 武井壮（2012.10 - 2014.3）
- 生野陽子★（2010.10 - 2014.3）（日替わり制 → 月曜日）

### 火曜日
- 中居正広（SMAP）（1994.4 - 2014.3）（水曜日 → 木曜日 → 金曜日 → 火曜日 → 金曜日 → 火曜日）
- 大竹一樹（さまぁ〜ず）（2004.04 - 2014.3）（木曜日 → 金曜日 → 火曜日）
- バナナマン（設楽統・日村勇紀）（2012.4 - 2014.3）（金曜日 → 火曜日）
- ローラ（2012.4 - 2014.03）
- 澤部佑（ハライチ）（2012.10 - 2014.3）
- 久代萌美★（2013.4 - 2014.3）

### 水曜日
- 太田光（爆笑問題）（2000.4 - 2014.3）
- タカアンドトシ（タカ、トシ）（2007.10 - 2014.3）（火曜日 → 水曜日）
- 柳原可奈子（2007.10 - 2014.3）（火曜日 → 月曜日 → 水曜日）
- 栗原類（2012.10 - 2014.3）
- アルコ&ピース（酒井健太・平子祐希）（2013.4 - 2014.3）（週替わり → 月1回）
- ウエストランド（井口浩之・河本太）（2013.4 - 2014.3）（週替わり → 月1回）
- パンサー（向井慧・尾形貴弘・菅良太郎）（2013.4 - 2014.3）（週替わり → 隔週）
- 三田友梨佳★（2011.10 - 2014.3）（水曜日 → 木曜日 → 金曜日 → 水曜日）

### 木曜日
- 笑福亭鶴瓶（1987.4 - 2014.3）[注 2]
- 山崎弘也（アンタッチャブル）（2011.10 - 2014.3）
- ベッキー（2009.10 - 2014.3）（月曜日 → 金曜日 → 木曜日）
- ピース（又吉直樹・綾部祐二）（2011.4 - 2014.3）
- 倉田大誠★（2012.4 - 2014.3）[注 3]（日替わり制 → 増刊号 → 木曜日）

### 金曜日
- 関根勤（1985.10 - 2014.3）（金曜日 → 増刊号[注 4] → 月曜日 → 木曜日 → 水曜日 → 月曜日 → 金曜日）
- 草彅剛（SMAP）（1995.10 - 2014.3）（火曜日 → 月曜日 → 金曜日）
- 田中裕二（爆笑問題）（2000.4 - 2014.3）（水曜日 → 月曜日 → 金曜日）
- 劇団ひとり（2006.10 - 2014.3）（月曜日 → 金曜日）
- 木下優樹菜（2012.10 - 2014.3）
- 鈴木浩介（2012.4 -2014.3）（月1回）（水曜日 → 火曜日 → 金曜日）
- 内田嶺衣奈★（2013.10 - 2014.3）[注 5]

### 特別レギュラー（曜日不定）
- とんねるず（石橋貴明・木梨憲武）（2014.1 - 2014.3） - 2014年1月14日放送分での『テレフォンショッキング』に於いて2人がタモリへ直訴し了承した為就任が決定した[2]。本来であれば番組の権限はプロデューサーにあるのでタモリの独断で決めることはできないが、番組終了が近いことから特別に認める形になった。同年1月20日放送から、曜日は固定せず正式にスペシャルレギュラーとして加入し、番組最末期に花を添えた。
- 岡村隆史（ナインティナイン）（2014.2 - 2014.3） - 2014年2月19日放送分での『テレフォンショッキング』に於いて岡村がタモリへ直訴し了承した為就任が決定した[3]。ちなみに、相方矢部は 妻の青木裕子が出産目前で大事な時期なので断った[4]。

### Holidayレギュラー
- 鈴木福（2012.4.30 - 2014.3.21）- 祝日で学校が休みの日に出演[5]。BSフジの『beポンキッキーズ』と同時起用。

### 増刊号
- デニス（松下宣夫・植野行雄）（2012.11 - 2014.3）
- 竹内友佳★（2012.4 - 2014.3）（火曜日 → 増刊号、不定期）

### コーナーレギュラー
- 板倉俊（小学館「大辞泉」編集長）〈2014.1.17 - 3.29 コーナー「国語辞典をアップデート 目指せ!言葉の達人」：金曜日）

### 常連ゲスト
- 林修（東進ハイスクール・東進衛星予備校現代文講師）〈2013.3.11 - 2014.3.24 コーナー「ワケあり人間カジノ どっちベガス」「林先生の名作授業 20文字で要約王」他：月曜日〉 - 月曜日のジャンクションにも登場していた経験あり（笑っていいとも!のコーナー一覧#ジャンクションも参照）。[注 6]
- ふなっしー〈2013.8.5 - 2014.3.24 コーナー「正直言う太郎」、「林先生の名作授業 20文字で要約王」他：月曜日〉[注 6]
- 久保ミツロウ（漫画家）〈2014.3.10 - 3.24 コーナー「しんご×ミツロウの妄想マンガ描いていいとも!」：月曜日〉[注 6] - 2012年のFNS27時間テレビや特大号などでのタモリイラストも担当。

## 歴代レギュラー出演者
| 歴代のレギュラー出演者 | 歴代のレギュラー出演者 | 歴代のレギュラー出演者                                         | 歴代のレギュラー出演者                                       |
| 出演時期               | 出演時期               | レギュラー氏名                                                 | 出演曜日                                                     |
| ---------------------- | ---------------------- | -------------------------------------------------------------- | ------------------------------------------------------------ |
| 1982.10                | 1984.03                | 斎藤ゆう子                                                     | 月曜日                                                       |
| 1982.10                | 1984.03                | 坂本あきら                                                     | 月曜日                                                       |
| 1982.10                | 1984.09                | 斉藤清六                                                       | 火曜日                                                       |
| 1982.10                | 1984.03                | 村松利史                                                       | 火曜日（不定期）                                             |
| 1982.10                | 1984.03                | 市川勇                                                         | 火曜日（不定期）                                             |
| 1982.10                | 1984.09                | 高田純次                                                       | 水曜日                                                       |
| 1982.10                | 1983.03                | 三田明                                                         | 水曜日                                                       |
| 1982.10                | 1983.03                | 服部良次                                                       | 水曜日                                                       |
| 1982.10                | 1983.03                | 西川峰子                                                       | 水曜日                                                       |
| 1982.10                | 1983.09                | Lady oh!（水島かおり・西端やよい・高橋めぐみ）                 | 水曜日                                                       |
| 1982.10                | 1983.09                | 小堺一機                                                       | 木曜日                                                       |
| 1982.10                | 1984.09                | 桂文珍                                                         | 木曜日                                                       |
| 1982.10                | 1984.09                | ドン川上                                                       | 木曜日                                                       |
| 1982.10                | 1984.03                | チョー長嶋                                                     | 木曜日                                                       |
| 1982.10                | 1984.09                | KINYA                                                          | 木曜日                                                       |
| 1982.10                | 1984.09                | 松金よね子                                                     | 木曜日                                                       |
| 1982.10                | 1984.09                | 渡辺めぐみ                                                     | 木曜日                                                       |
| 1982.10                | 1984.03                | 中村泰士                                                       | 金曜日                                                       |
| 1982.10                | 1985.03                | 山本コウタロー                                                 | 金曜日 → 火曜日 → 金曜日                                     |
| 1982.10                | 1985.03                | 田中康夫                                                       | 金曜日 → 木曜日 → 金曜日                                     |
| 1982.10                | 1984.03                | 井手ひろし                                                     | 金曜日                                                       |
| 1983.04                | 1983.09                | 大屋政子                                                       | 水曜日（隔週）                                               |
| 1983.04                | 1983.09                | 西脇美智子                                                     | 水曜日（隔週）                                               |
| 1983.04                | 1984.03                | たこ八郎                                                       | 水曜日                                                       |
| 1985.04                | 1985.07                | たこ八郎                                                       | 火曜日                                                       |
| 1983.10                | 1984.09                | 小森和子                                                       | 火曜日 → 火曜日（不定期）                                    |
| 1983.10                | 1984.09                | 三浦洸一                                                       | 火曜日                                                       |
| 1983.10                | 1985.03                | 兵藤ゆき                                                       | 火曜日                                                       |
| 1983.10                | 1990.03                | 所ジョージ                                                     | 水曜日                                                       |
| 1983.10                | 1987.09                | 山本晋也                                                       | 水曜日                                                       |
| 1983.10                | 1984.03                | 山本昌平                                                       | 水曜日                                                       |
| 1984.04                | 1984.09                | 浅沼周                                                         | 月曜日                                                       |
| 1984.04                | 1984.09                | 森田健作                                                       | 月曜日（不定期）                                             |
| 1984.04                | 1984.09                | 仲谷昇                                                         | 月曜日（不定期）                                             |
| 1984.04                | 1985.03                | アダ・マウロ                                                   | 月曜日                                                       |
| 1984.04                | 1984.09                | なぎら健壱                                                     | 火曜日                                                       |
| 1984.04                | 1984.09                | 戸川純                                                         | 火曜日                                                       |
| 1984.04                | 1984.06                | 月亭八方                                                       | 水曜日                                                       |
| 1984.??                | 1984.??                | 田村セツコ                                                     | 水曜日                                                       |
| 1984.04                | 1995.09                | 明石家さんま                                                   | 金曜日                                                       |
| 1984.04                | 1984.09                | 伊藤克信                                                       | 金曜日                                                       |
| 1984.04                | 1984.09                | 木ノ葉のこ                                                     | 金曜日                                                       |
| 1984.07                | 1984.09                | 芥川隆行                                                       | 金曜日                                                       |
| 1984.10                | 1987.09                | 三田寛子                                                       | 月曜日                                                       |
| 1984.10                | 1985.03                | 山本リンダ                                                     | 火曜日                                                       |
| 1984.10                | 1985.03                | 柳沢慎吾                                                       | 火曜日                                                       |
| 1984.10                | 1985.03                | 高田奈美江                                                     | 火曜日                                                       |
| 1984.10                | 1985.09                | 松あきら                                                       | 水曜日                                                       |
| 198?.??                | 198?.??                | 石川ひとみ                                                     | 火曜日                                                       |
| 1984.10                | 1985.09                | 渡辺和博                                                       | 水曜日                                                       |
| 1984.10                | 1987.09                | 古舘伊知郎                                                     | 木曜日                                                       |
| 1984.10                | 1985.03                | 西川のりお                                                     | 木曜日                                                       |
| 1984.10                | 1985.03                | 松本小雪                                                       | 木曜日                                                       |
| 1985.04                | 1986.03                | 小林克也                                                       | 月曜日                                                       |
| 1985.04                | 1989.09                | 渡辺正行                                                       | 月曜日                                                       |
| 1985.??                | 198?.??                | 大沢逸美                                                       | 火曜日                                                       |
| 1985.04                | 1987.03                | 篠原勝之                                                       | 木曜日                                                       |
| 1985.04                | 1985.09                | 平尾昌晃                                                       | 金曜日                                                       |
| 1985.??                | 198?.??                | つのだ☆ひろ                                                    | 金曜日                                                       |
| 1985.07                | 1985.09                | 間下このみ                                                     | 火曜日                                                       |
| 1985.10                | 1993.03                | 片岡鶴太郎                                                     | 火曜日 → 水曜日                                              |
| 1994.04                | 1995.09                | 片岡鶴太郎                                                     | 火曜日                                                       |
| 1985.10                | 1986.12                | 松澤一之                                                       | 水曜日                                                       |
| 198?.??                | 198?.??                | 広田玲央名                                                     | 水曜日 → 月曜日                                              |
| 1985.??                | 198?.??                | 石井光三                                                       | 水曜日                                                       |
| 1985.10                | 2014.03                | 関根勤                                                         | 金曜日                                                       |
| 1986.04                | 1987.03                | せんだみつお                                                   | 月曜日                                                       |
| 198?.??                | 198?.??                | 古沢みづき                                                     | 月曜日                                                       |
| 1986.04                | 1987.03                | 森末慎二                                                       | 火曜日                                                       |
| 1986.??                | 198?.??                | 井上明子                                                       | 火曜日                                                       |
| 1986.??                | 198?.??                | Mr.オクレ                                                      | 水曜日                                                       |
| 1987.??                | 198?.??                | 泉眞利子                                                       | 月曜日                                                       |
| 1987.04                | 1987.09                | 吉沢秋絵                                                       | 火曜日                                                       |
| 1989.10                | 1990.09                | 吉沢秋絵                                                       | 月曜日                                                       |
| 1987.??                | 198?.??                | 小林のり一                                                     | 水曜日                                                       |
| 1987.04                | 2014.03                | 笑福亭鶴瓶                                                     | 木曜日                                                       |
| 1987.10                | 1988.09                | 島崎俊郎                                                       | 月曜日                                                       |
| 1987.10                | 1988.09                | 和田勉                                                         | 月曜日                                                       |
| 1987.10                | 1988.09                | 桑野信義                                                       | 火曜日                                                       |
| 1987.10                | 1988.09                | 田代まさし                                                     | 火曜日                                                       |
| 1987.10                | 1991.03                | 野沢直子                                                       | 水曜日 → 金曜日 → 水曜日                                     |
| 1987.10                | 1989.03                | 小倉久寛                                                       | 木曜日                                                       |
| 1987.10                | 1988.09                | 岸千恵子                                                       | 木曜日                                                       |
| 1987.10                | 1988.03                | 清水ミチコ                                                     | 金曜日                                                       |
| 1988.10                | 1992.09                | 清水ミチコ                                                     | 水曜日 → 火曜日 → 木曜日                                     |
| 1987.10                | 1988.03                | 大久保了                                                       | 水曜日                                                       |
| 1987.10                | 1988.09                | 岡村浩栄                                                       | 金曜日                                                       |
| 1987.12                | 1988.10                | 嘉門達夫                                                       | 水曜日                                                       |
| 1988.04                | 1988.09                | 鳥越マリ                                                       | 火曜日                                                       |
| 1988.04                | 1989.03                | 田中義剛                                                       | 水曜日 → 火曜日                                              |
| 1988.04                | 1988.09                | 陳介夫                                                         | 木曜日                                                       |
| 1988.04                | 1988.09                | 金田一春彦                                                     | 金曜日                                                       |
| 1988.04                | 1988.09                | 五月みどり                                                     | 金曜日                                                       |
| 1988.06                | 1988.09                | BaBe                                                           | 木曜日                                                       |
| 1988.09                | 1989.03                | 日出郎                                                         | 月曜日→金曜日                                                |
| 1988.10                | 1989.09                | 杉兵助                                                         | 月曜日                                                       |
| 1988.10                | 1990.09                | 山瀬まみ                                                       | 火曜日 → 金曜日                                              |
| 1988.10                | 1990.09                | 夏木ゆたか                                                     | 水曜日 → 不定期 → 水曜日                                     |
| 1988.10                | 1989.09                | 佐野量子                                                       | 水曜日                                                       |
| 1988.10                | 1989.03                | 海老一染之助・染太郎                                           | 木曜日                                                       |
| 1988.10                | 1994.03                | ウッチャンナンチャン（内村光良・南原清隆）                     | 木曜日（月1回） → 木曜日 → 火曜日 → 月曜日 → 火曜日          |
| 1989.04                | 1993.03                | ダウンタウン（浜田雅功・松本人志）                             | 火曜日 → 月曜日 → 火曜日                                     |
| 1989.10                | 1997.03                | 森口博子                                                       | 月曜日 → 火曜日 → 月曜日 → 水曜日                            |
| 1989.10                | 1990.09                | 松尾貴史                                                       | 火曜日                                                       |
| 1989.10                | 1990.03                | 森公美子                                                       | 木曜日                                                       |
| 1995.10                | 1996.03                | 森公美子                                                       | 火曜日                                                       |
| 1989.10                | 1990.09                | 岩井由紀子                                                     | 木曜日                                                       |
| 1989.10                | 1990.09                | ジミー大西                                                     | 金曜日                                                       |
| 1990.04                | 1993.09                | 神田利則                                                       | 木曜日 → 火曜日 → 月曜日                                     |
| 1990.04                | 1990.09                | 原田大二郎                                                     | 水曜日                                                       |
| 1990.04                | 1990.09                | 村上ショージ                                                   | 金曜日                                                       |
| 1990.10                | 1991.03                | よしだぶきみ                                                   | 月曜日                                                       |
| 1990.10                | 1991.06                | 吉村明宏                                                       | 水曜日 → 金曜日                                              |
| 1990.10                | 1992.09                | そのまんま東                                                   | 木曜日 → 水曜日                                              |
| 1990.10                | 1992.09                | 峰竜太                                                         | 金曜日                                                       |
| 1990.10                | 1992.09                | 林家こぶ平                                                     | 金曜日 → 木曜日 → 金曜日                                     |
| 1991.04                | 1992.09                | ルー大柴                                                       | 月曜日 → 水曜日 → 木曜日 → 金曜日 → 火曜日 → 月曜日          |
| 1991.04                | 1996.09                | 森脇健児                                                       | 水曜日 → 木曜日 → 金曜日 → 月曜日 → 火曜日                   |
| 1991.04                | 1991.09                | 仁藤優子                                                       | 水曜日                                                       |
| 1991.07                | 1992.09                | 早坂好恵                                                       | 金曜日                                                       |
| 1992.10                | 1993.03                | 羽野晶紀                                                       | 月曜日                                                       |
| 1992.10                | 1993.09                | 島田珠代                                                       | 金曜日                                                       |
| 1992.10                | 1993.03                | ちはる                                                         | 金曜日                                                       |
| 1992.10                | 1994.03                | 志茂田景樹                                                     | 月曜日 → 火曜日                                              |
| 1992.10                | 1994.03                | 堀部圭亮（当時K2）                                             | 金曜日 → 木曜日                                              |
| 1992.10                | 1994.03                | 勝俣州和（当時K2）                                             | 金曜日 → 木曜日                                              |
| 1995.10                | 2008.09                | 勝俣州和（当時K2）                                             | 金曜日 → 月曜日 → 火曜日 → 木曜日 → 金曜日 → 月曜日          |
| 1992.10                | 1994.09                | 奥山佳恵                                                       | 木曜日 → 火曜日                                              |
| 1992.10                | 1998.03                | ヒロミ                                                         | 水曜日                                                       |
| 1993.04                | 1993.09                | 篠原涼子                                                       | 金曜日                                                       |
| 1993.04                | 1994.03                | 健（トミーズ）                                                 | 月曜日                                                       |
| 1993.04                | 1994.09                | 雅（トミーズ）                                                 | 月曜日                                                       |
| 1993.04                | 1994.09                | 肥後克広（ダチョウ倶楽部）                                     | 火曜日 → 木曜日                                              |
| 1993.04                | 1994.09                | 寺門ジモン（ダチョウ倶楽部）                                   | 火曜日 → 木曜日                                              |
| 1993.04                | 1994.09                | 上島竜兵（ダチョウ倶楽部）                                     | 火曜日 → 木曜日                                              |
| 1999.10                | 2001.09                | 上島竜兵（ダチョウ倶楽部）                                     | 水曜日（6週に1度） → 金曜日（月1回）                         |
| 1993.04                | 2010.09                | 久本雅美                                                       | 水曜日 → 火曜日 → 金曜日                                     |
| 1993.07                | 1994.03                | カーリー西條                                                   | 月曜日                                                       |
| 1993.10                | 1994.09                | 清水圭                                                         | 月曜日 → 火曜日                                              |
| 1993.10                | 1994.09                | 藤木相元                                                       | 水曜日                                                       |
| 1993.10                | 1994.03                | ROLLY                                                          | 木曜日                                                       |
| 1993.10                | 1994.03                | 穴井夕子                                                       | 金曜日                                                       |
| 1994.04                | 1994.09                | 佐藤愛子                                                       | 木曜日                                                       |
| 1988.10                | 2014.03                | 関根勤                                                         | 月曜日 → 木曜日 → 水曜日 → 月曜日 → 金曜日                   |
| 1994.04                | 1995.09                | キャイ〜ン（ウド鈴木・天野博之→天野ひろゆき）                  | 月曜日 → 水曜日                                              |
| 1998.10                | 1999.09                | キャイ〜ン（ウド鈴木・天野博之→天野ひろゆき）                  | 木曜日                                                       |
| 1994.04                | 2014.03                | 中居正広（当時SMAP）                                           | 水曜日 → 木曜日 → 金曜日 → 火曜日 → 金曜日 → 火曜日          |
| 1994.04                | 2014.03                | 香取慎吾（当時SMAP）                                           | 水曜日 → 木曜日 → 火曜日 → 月曜日 → 金曜日 → 火曜日 → 月曜日 |
| 1994.05                | 1994.09                | 近藤珠實                                                       | 金曜日                                                       |
| 1994.06                | 1995.09                | 細川ふみえ                                                     | 金曜日                                                       |
| 1994.08                | 1995.09                | 野村潤一郎                                                     | 水曜日 → 木曜日                                              |
| 1994.10                | 1998.03                | 加藤紀子                                                       | 月曜日 → 木曜日                                              |
| 1994.10                | 1995.09                | リサ・ステッグマイヤー                                         | 月曜日                                                       |
| 1994.10                | 1995.09                | 入江雅人                                                       | 火曜日                                                       |
| 1994.10                | 1995.09                | 天地真理                                                       | 木曜日                                                       |
| 1994.10                | 1995.09                | 斎藤洋介                                                       | 木曜日                                                       |
| 1994.10                | 1995.09                | 久本朋子                                                       | 木曜日                                                       |
| 1994.10                | 1995.09                | きよ彦                                                         | 金曜日                                                       |
| 1994.10                | 1995.09                | 中谷彰宏                                                       | 金曜日                                                       |
| 1994.10                | 1995.09                | B.I.G                                                          | 金曜日                                                       |
| 1995.04                | 1995.09                | 荒木定虎                                                       | 水曜日                                                       |
| 1995.04                | 1995.09                | 田中早苗（弁護士）                                             | 水曜日                                                       |
| 1995.10                | 1996.03                | 石塚英彦（ホンジャマカ）                                       | 火曜日                                                       |
| 1995.10                | 1996.03                | 伊集院光                                                       | 火曜日                                                       |
| 1995.10                | 1996.09                | 出川哲朗                                                       | 水曜日                                                       |
| 1995.10                | 1996.09                | 田原俊彦                                                       | 金曜日 → 木曜日                                              |
| 1995.10                | 1997.03                | ナインティナイン（岡村隆史・矢部浩之）                         | 金曜日                                                       |
| 1995.10                | 1997.03                | よゐこ（濱口優・有野晋哉）                                     | 水曜日 → 月曜日                                              |
| 1995.10                | 2002.09                | 東野幸治                                                       | 木曜日 → 金曜日 → 水曜日 → 木曜日                            |
| 1995.10                | 2014.03                | 草彅剛（当時SMAP）                                             | 火曜日 → 月曜日 → 金曜日                                     |
| 1995.10                | 1996.09                | 福井敏雄                                                       | 水曜日                                                       |
| 1996.04                | 1996.09                | あべ静江                                                       | 火曜日                                                       |
| 1996.04                | 1996.09                | 沢田亜矢子                                                     | 火曜日                                                       |
| 1996.04                | 1997.09                | ネプチューン（名倉潤・原田泰造・堀内健）                       | 火曜日（不定期） → 金曜日（不定期）                          |
| 1996.04                | 1996.09                | 野村沙知代                                                     | 金曜日                                                       |
| 1996.10                | 1998.03                | 東幹久                                                         | 水曜日（隔週）                                               |
| 1996.10                | 1997.03                | 河相我聞                                                       | 水曜日（隔週）                                               |
| 1996.10                | 1997.03                | 山本太郎                                                       | 水曜日（隔週）                                               |
| 1996.10                | 1998.09                | シャ乱Q（まこと・しゅう・たいせい）                            | 水曜日（隔週）                                               |
| 1996.10                | 2000.03                | 松岡憲治                                                       | 水曜日 → 月曜日 → 水曜日                                     |
| 1996.10                | 1997.01                | ゴスペラーズ（村上てつや・黒沢薫・北山陽一・安岡優・酒井雄二） | 木曜日                                                       |
| 1996.10                | 1997.03                | 江頭2:50                                                       | 金曜日（毎月最終週）                                         |
| 1997.01                | 1997.03                | やくみつる                                                     | 火曜日                                                       |
| 1997.04                | 1997.09                | 落合信子                                                       | 月曜日                                                       |
| 1997.04                | 1999.03                | 安斎勝洋                                                       | 水曜日                                                       |
| 1997.04                | 1998.09                | つぶやきシロー                                                 | 水曜日                                                       |
| 1997.04                | 1998.09                | 森脇和成（当時 猿岩石）                                        | 火曜日（隔週） → 木曜日（隔週）                              |
| 1997.04                | 1998.09                | 有吉弘行（初レギュラー当時 猿岩石）                            | 火曜日（隔週） → 木曜日（隔週）                              |
| 2008.11                | 2010.03                | 有吉弘行（初レギュラー当時 猿岩石）                            | 水曜日（月1回）                                              |
| 1997.04                | 1999.03                | 鈴木紗理奈                                                     | 月曜日 → 木曜日                                              |
| 1997.04                | 1998.03                | グレートチキンパワーズ（北原雅樹・渡辺慶）                     | 木曜日（不定期）                                             |
| 1997.04                | 1998.03                | 住友優子                                                       | 木曜日                                                       |
| 1999.04                | 2000.03                | 住友優子                                                       | 火曜日                                                       |
| 1997.04                | 1998.03                | 小野坂昌也                                                     | 木曜日                                                       |
| 1997.04                | 2000.09                | 千秋                                                           | 金曜日                                                       |
| 1997.04                | 2006.09                | ココリコ（遠藤章造・田中直樹）                                 | 火曜日 → 金曜日 → 火曜日 → 木曜日 → 火曜日 → 金曜日 → 木曜日 |
| 1997.10                | 1999.03                | 藤崎奈々子                                                     | 水曜日（月1回）                                              |
| 1997.10                | 2001.03                | ふかわりょう                                                   | 木曜日（月1回） → 木曜日 → 水曜日                            |
| 1997.10                | 2002.03                | 山田花子                                                       | 金曜日 → 水曜日                                              |
| 1997.11                | 1999.09                | ミスターマッスル                                               | 金曜日 → 水曜日 → 月曜日                                     |
| 1998.04                | 1999.03                | 杉本哲太                                                       | 火曜日                                                       |
| 1998.04                | 1999.09                | コアラ（アニマル梯団）                                         | 火曜日（不定期） → 火曜日 → 金曜日                           |
| 1998.04                | 2001.03                | おさる（アニマル梯団）                                         | 火曜日（不定期） → 火曜日 → 金曜日 → 火曜日                  |
| 1998.04                | 2000.03                | ユースケ・サンタマリア                                         | 水曜日（隔週）                                               |
| 1998.04                | 2000.03                | 永井美奈子                                                     | 木曜日（隔週） → 月曜日 → 木曜日                             |
| 1998.04                | 2001.09                | 橋田壽賀子                                                     | 金曜日 → 月曜日                                              |
| 1998.04                | 2004.03                | 極楽とんぼ（加藤浩次・山本圭壱）                               | 木曜日（隔週） → 月曜日                                      |
| 1998.10                | 2000.03                | 松村邦洋                                                       | 水曜日（隔週） → 水曜日（不定期）                            |
| 1998.10                | 2008.09                | 柴田理恵                                                       | 金曜日 → 月曜日 → 水曜日                                     |
| 1998.10                | 2000.03                | 三上大和                                                       | 金曜日 → 水曜日                                              |
| 1998.10                | 2000.03                | 前田幸子                                                       | 金曜日 → 水曜日                                              |
| 1999.01                | 2000.11                | 鈴木その子                                                     | 月曜日（不定期） → 木曜日（不定期）                          |
| 1999.04                | 2000.03                | 北村総一朗                                                     | 火曜日                                                       |
| 1999.04                | 2000.03                | ビビアン・スー                                                 | 火曜日（不定期）                                             |
| 1999.04                | 2000.03                | 松野太紀                                                       | 火曜日                                                       |
| 1999.04                | 1999.09                | 日高よう子                                                     | 木曜日（隔週） → 月曜日                                      |
| 1999.04                | 2001.09                | 山口紗弥加                                                     | 木曜日（隔週）                                               |
| 1999.07                | 2000.03                | まこと                                                         | 金曜日                                                       |
| 1999.10                | 2004.09                | 藤井隆                                                         | 金曜日 → 水曜日                                              |
| 1999.10                | 2000.09                | やるせなす（石井康太・中村豪）                                 | 火曜日（週替わり）                                           |
| 1999.10                | 2002.03                | プリンプリン（田中章・うな加藤）                               | 火曜日（週替わり） → 火曜日（隔週）                          |
| 1999.10                | 2009.09                | ガレッジセール（川田広樹・ゴリ）                               | 火曜日（週替わり） → 火曜日（隔週） → 木曜日 → 月曜日        |
| 2000.04                | 2001.09                | 安達祐実                                                       | 火曜日                                                       |
| 2000.04                | 2002.03                | 吉川ひなの                                                     | 水曜日（隔週）                                               |
| 2000.04                | 2001.09                | 篠原ともえ                                                     | 木曜日（月1回） → 木曜日（隔週） → 金曜日（隔週）            |
| 2000.04                | 2001.03                | 嘉門洋子                                                       | 金曜日                                                       |
| 2000.04                | 2014.03                | 太田光（爆笑問題）                                             | 水曜日                                                       |
| 2000.04                | 2014.03                | 田中裕二（爆笑問題）                                           | 水曜日 → 月曜日 → 金曜日                                     |
| 2000.10                | 2008.09                | ピーコ                                                         | 木曜日（隔週） → 木曜日 → 金曜日                             |
| 2001.04                | 2002.09                | 0930（児玉美代・梅原恵里）                                     | 火曜日（隔週） → 火曜日 → 水曜日（隔週）                     |
| 2001.04                | 2002.03                | YOPPY                                                          | 火曜日（隔週） → 木曜日（隔週）                              |
| 2001.04                | 2004.03                | 飯尾和樹（ずん）                                               | 金曜日（隔週） → 水曜日（隔週） → 火曜日（隔週）             |
| 2001.04                | 2005.03                | はしのえみ                                                     | 水曜日（隔週） → 金曜日（隔週） → 月曜日 → 金曜日 → 火曜日   |
| 2001.04                | 2007.03                | 坂下千里子                                                     | 金曜日（隔週） → 火曜日 → 木曜日 → 金曜日 → 月曜日           |
| 2001.10                | 2003.03                | 中澤裕子                                                       | 水曜日（隔週）                                               |
| 2001.10                | 2003.03                | 三瓶                                                           | 不定期                                                       |
| 2001.10                | 2004.03                | 相田翔子                                                       | 月曜日 → 水曜日                                              |
| 2001.10                | 2004.09                | 麻木久仁子                                                     | 木曜日                                                       |
| 2002.04                | 2002.09                | 和泉節子                                                       | 月曜日                                                       |
| 2002.04                | 2008.09                | おすぎ                                                         | 火曜日（隔週） → 火曜日 → 金曜日 → 木曜日                    |
| 2002.04                | 2011.09                | 山口智充                                                       | 水曜日 → 火曜日 → 木曜日 → 水曜日                            |
| 2002.04                | 2002.09                | 浜田幸一                                                       | 水曜日                                                       |
| 2002.04                | 2003.03                | 矢沢心                                                         | 金曜日（隔週） → 火曜日（隔週）                              |
| 2002.04                | 2004.03                | 平山あや                                                       | 金曜日（隔週） → 水曜日（隔週） → 木曜日（隔週）             |
| 2002.09                | 2003.03                | さかなクン                                                     | 月曜日                                                       |
| 2002.10                | 2005.03                | KABA.ちゃん                                                    | 金曜日（月1回） → 水曜日（隔週）                             |
| 2003.04                | 2003.09                | 綾小路きみまろ                                                 | 火曜日（隔週）                                               |
| 2003.04                | 2011.03                | 石原良純                                                       | 月曜日 → 水曜日 → 月曜日                                     |
| 2003.10                | 2004.09                | プリンセス天功                                                 | 水曜日（隔週）                                               |
| 2003.10                | 2005.03                | 北陽（虻川美穂子・伊藤さおり）                                 | 木曜日（隔週） → 木曜日                                      |
| 2003.10                | 2006.03                | 乙葉                                                           | 月曜日 → 火曜日 → 水曜日                                     |
| 2003.10                | 2008.03                | キングコング（西野亮廣・梶原雄太）                             | 火曜日（隔週） → 木曜日                                      |
| 2004.04                | 2006.03                | 井上和香                                                       | 水曜日 → 木曜日                                              |
| 2004.04                | 2014.03                | 三村マサカズ（さまぁ〜ず）                                     | 木曜日 → 金曜日 → 火曜日 → 月曜日                            |
| 2004.04                | 2014.03                | 大竹一樹（さまぁ〜ず）                                         | 木曜日 → 金曜日 → 火曜日                                     |
| 2004.10                | 2005.09                | 杉田かおる                                                     | 水曜日                                                       |
| 2004.10                | 2006.03                | 黒沢宗子（森三中）                                             | 火曜日（隔週）                                               |
| 2004.10                | 2006.03                | 村上知子（森三中）                                             | 火曜日（隔週）                                               |
| 2004.10                | 2006.03                | 大島美幸（森三中）                                             | 火曜日（隔週）                                               |
| 2008.10                | 2010.09                | 大島美幸（森三中）                                             | 金曜日 → 木曜日                                              |
| 2004.10                | 2008.09                | 品川庄司（品川祐・庄司智春）                                   | 水曜日 → 火曜日 → 金曜日 → 水曜日                            |
| 2005.04                | 2006.03                | 橋下徹                                                         | 月曜日                                                       |
| 2005.04                | 2007.03                | 小倉優子                                                       | 金曜日 → 水曜日                                              |
| 2005.04                | 2010.09                | 青木さやか                                                     | 木曜日                                                       |
| 2005.10                | 2007.09                | 梨花                                                           | 火曜日                                                       |
| 2005.10                | 2007.09                | 南海キャンディーズ（山ちゃん・しずちゃん）                     | 金曜日（隔週）→金曜日                                        |
| 2006.04                | 2006.09                | 黒田知永子                                                     | 月曜日                                                       |
| 2006.04                | 2007.09                | 三船美佳                                                       | 木曜日                                                       |
| 2006.10                | 2011.03                | オリエンタルラジオ（中田敦彦・藤森慎吾）                       | 水曜日 → 金曜日                                              |
| 2006.10                | 2014.03                | 劇団ひとり                                                     | 月曜日 → 金曜日                                              |
| 2007.04                | 2008.09                | ほしのあき                                                     | 月曜日                                                       |
| 2007.04                | 2009.09                | 南野陽子                                                       | 水曜日 → 木曜日                                              |
| 2007.10                | 2007.12                | 小島よしお                                                     | 火曜日                                                       |
| 2007.10                | 2010.09                | マリエ                                                         | 木曜日 → 水曜日                                              |
| 2007.10                | 2014.03                | タカアンドトシ（タカ・トシ）                                   | 火曜日 → 水曜日                                              |
| 2007.10                | 2014.03                | 柳原可奈子                                                     | 火曜日 → 月曜日 → 水曜日                                     |
| 2008.04                | 2009.09                | 里田まい                                                       | 木曜日 → 火曜日                                              |
| 2008.04                | 2011.03                | チュートリアル（徳井義実・福田充徳）                           | 木曜日                                                       |
| 2008.04                | 2014.03                | 千原ジュニア（千原兄弟）                                       | 水曜日 → 木曜日 → 水曜日 → 月曜日                            |
| 2008.10                | 2010.09                | 南明奈                                                         | 月曜日 → 木曜日                                              |
| 2008.10                | 2011.03                | DAIGO                                                          | 水曜日                                                       |
| 2008.10                | 2009.11                | 千原せいじ（千原兄弟）                                         | 水曜日（月1回）                                              |
| 2008.10                | 2011.03                | おすぎとピーコ                                                 | 水曜日                                                       |
| 2009.10                | 2011.03                | はいだしょうこ                                                 | 火曜日                                                       |
| 2009.10                | 2011.09                | オードリー（若林正恭・春日俊彰）                               | 金曜日 → 月曜日                                              |
| 2009.10                | 2012.03                | ロンドンブーツ1号2号（田村亮・田村淳）                         | 月曜日                                                       |
| 2009.10                | 2014.03                | ベッキー                                                       | 月曜日 → 金曜日 → 木曜日                                     |
| 2010.10                | 2011.09                | 佐々木希                                                       | 木曜日                                                       |
| 2010.10                | 2012.03                | ロッチ（コカドケンタロウ・中岡創一）                           | 木曜日 → 水曜日                                              |
| 2010.10                | 2012.03                | 秋元才加 (当時AKB48)                                           | 月曜日 → 水曜日 → 金曜日                                     |
| 2011.04                | 2011.09                | 萬田久子                                                       | 金曜日                                                       |
| 2011.04                | 2014.03                | ピース （又吉直樹・綾部祐二）                                  | 木曜日                                                       |
| 2011.10                | 2014.03                | 渡辺直美                                                       | 月曜日                                                       |
| 2011.10                | 2014.03                | 指原莉乃（当時AKB48･HKT48）                                    | 水曜日 → 月曜日                                              |
| 2011.10                | 2014.03                | 山崎弘也 (アンタッチャブル)                                    | 木曜日                                                       |
| 2012.04                | 2013.03                | 三ツ矢雄二                                                     | 水曜日（隔週）                                               |
| 2012.04                | 2014.03                | バナナマン（設楽統・日村勇紀）                                 | 金曜日 → 火曜日                                              |
| 2012.04                | 2014.03                | ローラ                                                         | 火曜日                                                       |
| 2012.04                | 2014.03                | 鈴木浩介                                                       | 水曜日（月1回） → 火曜日（月1回） → 金曜日（月1回）          |
| 2012.04                | 2014.03                | 鈴木福                                                         | Holidayレギュラー                                            |
| 2012.10                | 2013.03                | 伊藤修子                                                       | 木曜日                                                       |
| 2012.10                | 2014.03                | 武井壮                                                         | 月曜日                                                       |
| 2012.10                | 2014.03                | 澤部佑（ハライチ）                                             | 火曜日                                                       |
| 2012.10                | 2014.03                | 栗原類                                                         | 水曜日                                                       |
| 2012.10                | 2014.03                | 木下優樹菜                                                     | 金曜日                                                       |
| 2013.04                | 2014.03                | パンサー（向井慧・尾形貴弘・菅良太郎）                         | 水曜日（週替わり） → 水曜日（隔週）                          |
| 2013.04                | 2014.03                | アルコ&ピース（平子祐希・酒井健太）                            | 水曜日（週替わり） → 水曜日（月1回）                         |
| 2013.04                | 2014.03                | ウエストランド（井口浩之・河本太）                             | 水曜日（週替わり） → 水曜日（月1回）                         |

## 特別レギュラー出演者
| 歴代のレギュラー出演者 | 歴代のレギュラー出演者 | 歴代のレギュラー出演者       | 歴代のレギュラー出演者                                                                                        |
| 出演時期               | 出演時期               | レギュラー氏名               | 出演曜日 |
| ---------------------- | ---------------------- | ---------------------------- | --- |
| 2014.01                | 2014.03                | 石橋貴明（とんねるず）       | 1月29日（水曜日）、2月14日（金曜日）、2月24日（月曜日）、3月13日（木曜日）、3月18日（火曜日）                 |
| 2014.01                | 2014.03                | 木梨憲武（とんねるず）       | 1月23日（木曜日）、2月3日（月曜日）、2月6日（木曜日）、2月18日（火曜日）、3月7日（金曜日）、3月20日（木曜日） |
| 2014.02                | 2014.03                | 岡村隆史（ナインティナイン） | 2月28日（金曜日）、3月20日（木曜日）                                                                          |

## 歴代コーナーレギュラー出演者
| 歴代のコーナーレギュラー陣 | 歴代のコーナーレギュラー陣 | 歴代のコーナーレギュラー陣               | 歴代のコーナーレギュラー陣 |
| 出演時期                   | 出演時期                   | レギュラー氏名                           | 出演曜日                   |
| -------------------------- | -------------------------- | ---------------------------------------- | -------------------------- |
| 1984.??                    | 1986.??                    | デーブ・スペクター                       | 火曜日（不定期）           |
| 1984.??                    | 1986.??                    | ケント・デリカット                       | 火曜日（不定期）           |
| 1984.??                    | 1986.??                    | オースマン・サンコン                     | 火曜日（不定期）           |
| 1984.??                    | 1986.??                    | アレクサンダ・メモン                     | 火曜日（不定期）           |
| 1984.??                    | 1986.??                    | ゲオーク・マテス                         | 火曜日（不定期）           |
| 1984.07                    | 1984.08                    | しのざき美知                             | 木曜日                     |
| 1988.09                    | 1989.03                    | 小西克哉                                 | 火曜日                     |
| 1990.10                    | 1991.03                    | 小西聖子                                 | 火曜日                     |
| 1991.08                    | 1991.12                    | 藤巻潤                                   | 月曜日                     |
| 2001.??                    | 2003.??                    | 亜門虹彦                                 | 金曜日                     |
| 2004.??                    | 2007.??                    | 森大衛                                   | 木曜日                     |
| 2005.11                    | 2006.03                    | 道端ジェシカ                             | 水曜日                     |
| 2007.04                    | 2007.09                    | デヴィッド&マジッド                      | 水曜日                     |
| 2008.04                    | 2008.04                    | 神田山陽                                 | 金曜日                     |
| 2008.04                    | 2008.05                    | 大森フェイ                               | 金曜日                     |
| 2008.07                    | 2008.08                    | ローラ・チャン                           | 木曜日                     |
| 2008.08                    | 2011.03                    | やすみりえ                               | 金曜日 → 月曜日            |
| 2009.08                    | 2009.08                    | 島田秀平                                 | 月曜日                     |
| 2010.04                    | 2010.09                    | 北村孝一                                 | 金曜日                     |
| 2010.05                    | 2010.07                    | 副島淳                                   | 月曜日                     |
| 2010.10                    | 2011.02                    | もっぷん                                 | 火曜日（隔週） → 火曜日    |
| 2011.02                    | 2011.03                    | 原口あきまさ                             | 火曜日                     |
| 2011.04                    | 不明                       | 森田豊                                   | 水曜日                     |
| 2011.04                    | 2011.07                    | 吉田たかよし                             | 水曜日                     |
| 2011.04                    | 2011.07                    | 森川友義                                 | 水曜日                     |
| 2011.04                    | 2011.07                    | 吉村卓三                                 | 水曜日                     |
| 2011.04                    | 2011.07                    | 髙橋忠彦                                 | 水曜日                     |
| 2011.04                    | 2011.07                    | 西脇美智子                               | 水曜日                     |
| 2011.04                    | 2011.07                    | 町田英文                                 | 水曜日                     |
| 2011.04                    | 2011.06                    | 三宅正治                                 | 金曜日                     |
| 2011.04                    | 不明                       | 水木一郎                                 | 金曜日 → 水曜日            |
| 2011.04                    | 2011.07                    | 浪川大輔                                 | 金曜日                     |
| 2011.07                    | 2011.07                    | 町田健                                   | 木曜日                     |
| 2011.09                    | 2011.09                    | 長谷川芳明                               | 金曜日                     |
| 2011.10                    | 不明                       | 佐草一優                                 | 水曜日                     |
| 2011.10                    | 不明                       | 入江慎也（カラテカ）                     | 水曜日                     |
| 2011.12                    | 不明                       | 高木ゑみ                                 | 月曜日                     |
| 2012.01                    | 2012.03                    | ゲッターズ飯田                           | 月曜日                     |
| 2012.01                    | 2012.09                    | DaiGo                                    | 金曜日                     |
| 2012.01                    | 2012.09                    | 坂上忍                                   | 金曜日                     |
| 2012.01                    | 2012.09                    | 岩井志麻子                               | 金曜日                     |
| 2012.02                    | 2012.03                    | 大給近憲                                 | 水曜日                     |
| 2012.04                    | 2013.03                    | スギちゃん                               | 月曜日                     |
| 2012.04                    | 2012.04                    | 伊藤かずえ                               | 木曜日                     |
| 2012.06                    | 2012.09                    | 金田一秀穂                               | 月曜日                     |
| 2012.06                    | 2012.09                    | 日髙大介                                 | 月曜日                     |
| 2012.06                    | 2012.09                    | 下川悟                                   | 月曜日                     |
| 2012.09                    | 2012.12                    | 斎藤孝                                   | 月曜日                     |
| 2012.12                    | 2013.03                    | 戸嶋功基                                 | 木曜日                     |
| 2013.01                    | 2013.04                    | 武田澄子                                 | 木曜日                     |
| 2013.01                    | 2013.07                    | 森崎友紀                                 | 金曜日                     |
| 2013.01                    | 2013.02                    | CHIE                                     | 金曜日                     |
| 2013.03                    | 2014.03                    | 林修                                     | 月曜日                     |
| 2013.04                    | 2013.06                    | 安河内哲也                               | 金曜日                     |
| 2013.05                    | 不明                       | パシンペロン（はやぶさちゃん・岡野絵里） | 木曜日                     |
| 2013.08                    | 2014.03                    | ふなっしー                               | 月曜日                     |
| 2014.01                    | 2014.03                    | 板倉俊之                                 | 金曜日                     |
| 2014.03                    | 2014.03                    | 久保ミツロウ                             | 月曜日                     |

## 記録
レギュラー最長期間（男性）
関根勤
レギュラー最長期間（女性）
久本雅美
レギュラー就任時最年少
鈴木福
レギュラー就任時最年長
金田一春彦

## 番組から誕生したユニット
これまでに当番組レギュラー出演者から企画ユニットが誕生している。以下はその例。
よめきんトリオ
【松金よね子・渡辺めぐみ・KINYA】
川上さんと長島さん
【ドン川上・チョー長島】
志茂田チョウ倶楽部
【志茂田景樹・ダチョウ倶楽部（肥後克広・寺門ジモン・上島竜兵）】
DPD（デブカジ・パフォーマンス・ドール）
【森公美子・伊集院光・石塚英彦（ホンジャマカ）】
1995年秋、3人からなるユニットとして毎週火曜日に出演。
MY Littleババア
【あべ静江・沢田亜矢子】
1996年、毎週火曜日に出演していた女優2名からなるユニット。MY LITTLE LOVERと熟女の「ババア」を捩ったとされる。
one hundred（ワンハンドレッド）
【ナインティナイン（岡村隆史・矢部浩之）・中居正広】
1996年結成。当時の金曜レギュラーの3人で結成。ユニット名の由来は、99（ナインティナイン）＋1（中居）で100（ワンハンドレッド）。1997年3月にナインティナインはレギュラー出演を卒業したが、その後も『めちゃ×2イケてるッ!』（主に中居&ナイナイの日本一周の旅）で共演し続けてきた。2004年と2011年と2015年の『FNS27時間テレビ』では総合司会を務めた。また、2021年・2022年の『FNS27時間テレビ』の休止に伴う大型特番『FNSラフ&ミュージック〜歌と笑いの祭典〜』にもサポーターとして全編出演。
Aカッパーズ
【坂下千里子・麻木久仁子・梅津弥英子（フジテレビアナウンサー）】
2002年秋結成。3人の胸の大きさがAカップだったことから由来している。その年の『特大号』で一夜限りのライブを行った。その楽曲のタイトル名は「Aカップメドレー」。作詞・作曲は森田一義（タモリ）が本名名義で担当をした。
ALT神7（アルタカミセブン）
【タモリ・爆笑問題（太田光・田中裕二）・千原ジュニア（千原兄弟）・ロッチ（コカドケンタロウ・中岡創一）指原莉乃】
2011年11月2日、当時水曜日レギュラーの指原莉乃（AKB48、当時）の考案で「毎週水曜日にしか会えないアイドル」として結成された。メンバーは、タモリと当時の水曜日レギュラーによる7人（タモリと指原が2トップ）。また、メンバー全員が指原考案のアイドルキャッチフレーズを披露した。
ストロベリーペアーズ
【千原ジュニア（千原兄弟）・田中裕二（爆笑問題）】
2011年11月23日、当時水曜日レギュラーの指原莉乃の考案で「毎週水曜日にしか会えないアイドル」として結成された。メンバーは、千原ジュニア（千原兄弟）、田中裕二（爆笑問題）の水曜日レギュラーによる2人。
ONEP
【イサムちゃん・ユタカちゃん・HIDEKiSM・ナターシャ・足立祐季（あんずちゃん）】
2013年、月曜日のコーナー「オネメンコンテスト」から誕生した、イサムちゃんをリーダーとする「オネメン」5名からなるユニット。当初4人編成の「オネメン四天王」として結成されたが、足立祐季が加入し「オネメン5」に改名するも翌週「ONEP」に再改名された。

## テレフォンアナウンサー
- 1987年10月5日から導入されたテレフォンアナウンサーは、フジテレビ男性・女性アナウンサーが務めていた。いいとも!アナウンサーとは言わない。ただし『テレフォンショッキング』ではアシスタント格で出演しているため、「テレフォンアシスタント」と言う場合がある。
- 初代テレフォンアナウンサーは月曜日（1987年10月5日）が川端健嗣（1984年入社）、火曜日（1987年10月6日）が阿部知代（1986年入社）、水曜日（1987年10月7日）が寺田理恵子（1984年入社）、木曜日（1987年10月8日）が山中秀樹（1981年入社）、金曜日（1987年10月9日）が 塩原恒夫（1987年入社）であった。テレフォンアナウンサーが導入されて定着してから20年以上経過したこともあり、番組末期の時点はベテランメンバーとなった。
- 1990年代後期頃から毎年夏に、その年の春に入社したアナウンサーがお披露目され、それぞれが自己紹介することが慣習となっていた。
- 担当アナウンサーが他番組の収録ならびに休暇などがあるときは他曜日および『増刊号』のアナウンサーが登場する例もあり、稀にフジテレビ以外の系列局のアナウンサーが代役として参加することもあった。
- テレフォンアナウンサーは通常、『テレフォンショッキング』でのお友達紹介の電話業務、番組関連の告知、「いいとも!」をネットするフジテレビ系列テレビ局の開局（『いいとも!』開始以降のフジテレビ系列の開局は1991年4月の岩手めんこいテレビ、1997年4月のさくらんぼテレビ、高知さんさんテレビ。なおネット局変更は1993年10月の大分県（大分放送 → テレビ大分）。）があったときは開局の告知、コーナーの景品紹介などが主であった。なお、1998年10月以降は、その他に『FNNスピーク』終了後の番組開始前にジャンクション（15秒間）に出演していた（日替わり制導入により現在はレギュラー出演者などが出演）。
- 2000年代中期頃から毎年8月に、恒例の「浴衣ウィーク」が設定され、テレフォンアナウンサーが1週間浴衣着用で出演していた。また、各曜日放送後、女子アナウンサーに限り浴衣の撮影が行われていた。
- 2010年10月4日から2011年4月1日の放送まで、これまでの曜日担当シフト制から日替わり担当制が採用されていた。これにより、曜日担当シフト制末期の担当アナ以外にも、新たにテレフォンアナを担当するアナウンサーが登場することもあり、また過去にテレフォンアナを担当したアナウンサーが再登板する場合もあった。
- フジテレビのアナウンサーは原則FNSの日進行と特大号以外はいいともへの出演をしていなかった。しかし、1994年10月に火曜日のコーナーで当時火曜レギュラーメンバーだった久本雅美がコーナー司会を務め、近藤サトアナウンサー（当時）がアシスタントとして担当した一般人参加コーナー「ナニコレ94（→ナニコレ95）」を皮切りに、1990年代半ばから徐々にその日のレギュラーやゲストの人数等に応じてテレフォンアナウンサーが他の各コーナーに参加することも増え各曜日レギュラーの一員と見なされるようになり、1997年に木佐彩子アナウンサー（当時）が『特大号』のオープニングの歌唱と「ものまね歌合戦」への参加をしたのを機にアナウンサーもメイン級演者という方針や演出も常態化し、オープニングの出演者ロールにも曜日レギュラーと並んで記載されるようになった。さらに外国語が話せるアナウンサーが、ゲストで来た海外スターの通訳を担うケースも存在した。
- 期間は不明だが、1988年以降、1990年代前半まではFNSの日翌週の7月中旬から8月いっぱいまでは新人アナウンサーと従来からの担当アナが2人で（つまり先輩・後輩で）テレフォンアナを担当していた。

### 歴代テレフォンアナウンサー
以下性別・入社年度順のリスト（増刊号アナウンサーも含む）。一覧内には元フジテレビアナウンサー（退職、異動、引退した者）も含まれる。
※印は『増刊号』担当者（ナレーション含む）。
▼印は増刊号ナレーション。

#### 男性アナウンサー
| 男性アナウンサー | 男性アナウンサー                                                        | 男性アナウンサー                                                                      |
| アナウンサー     | 担当期間                                                                | 担当曜日                                                                              |
| ---------------- | ----------------------------------------------------------------------- | ------------------------------------------------------------------------------------- |
| ※山中秀樹        | ▼ → 1985.10 - 1991.3 → 1993.4 - 1994.9 → 1996.10 - 2001.9               | 木曜日 → 金曜日 → 木曜日 → 金曜日、木曜日、水曜日 → 木曜日 → 金曜日 → 木曜日 → 金曜日 |
| 川端健嗣         | 1987.10 - 1988.9 → 1989.4 - 1989.6 → 1990.4 - 1991.9 → 1996.10 - 1998.3 | 月曜日 → 火曜日、火曜日、火曜日 → 金曜日、火曜日 → 月曜日 → 金曜日                    |
| 塩原恒夫         | 1987.10 - 1988.9 → 1991.10 - 1992.9                                     | 金曜日 → 木曜日、金曜日                                                               |
| 青嶋達也         | 1988.7 - 1988.9 → 1989.4 - 1990.3                                       | 金曜日 → 月曜日、水曜日 → 火曜日                                                      |
| 横井克裕         | 1988.10 - 1989.3                                                        | 火曜日                                                                                |
| 智田裕一         | 1990.4 - 1990.9                                                         | 木曜日                                                                                |
| 境鶴丸           | 1991.4 - 1992.6 → 1992.10 - 1994.3 → 1994.4 - 1994.9                    | 木曜日、金曜日 → 水曜日 → 金曜日、火曜日                                              |
| 長坂哲夫         | 1991.4 - 1993.9                                                         | 火曜日 → 水曜日 → 火曜日                                                              |
| ※奥寺健          | 1993.10 - 1995.3、▼                                                     | 水曜日 → 金曜日                                                                       |
| 笠井信輔         | 1994.3                                                                  | 金曜日                                                                                |
| 福原直英         | 1995.10 - 1996.3                                                        | 火曜日                                                                                |
| 佐野瑞樹         | 1996.4 - 1996.9 → 1997.9 - 2000.9                                       | 木曜日 → 火曜日、月曜日 → 木曜日 → 月曜日                                             |
| ※伊藤利尋        | 1995.10 - 1996.3、▼                                                     | 木曜日                                                                                |
| 桜井堅一朗       | 1998.10 - 1999.9                                                        | 木曜日 → 火曜日                                                                       |
| ※渡辺和洋        | 2003.10 - 2008.9 → ▼（不定期）                                          | 水曜日                                                                                |
| ※田淵裕章        | ▼ → 2006.4 - 2009.3                                                     | 木曜日                                                                                |
| ※中村光宏        | 2009.4 - 2012.3                                                         | 水曜日 → 日替わり制 → 増刊号、不定期                                                  |
| 榎並大二郎       | 2010.10 - 2011.9                                                        | 日替わり制 → 木曜日                                                                   |
| 生田竜聖         | 2011.10 - 2013.9                                                        | 金曜日 → 水曜日                                                                       |
| ※倉田大誠        | 2012.4 - 2014.3                                                         | 日替わり制 → 増刊号 → 木曜日                                                          |

#### 女性アナウンサー
| 女性アナウンサー | 女性アナウンサー                                                       | 女性アナウンサー                                  |
| アナウンサー     | 担当期間                                                               | 担当曜日                                          |
| ---------------- | ---------------------------------------------------------------------- | ------------------------------------------------- |
| 寺田理恵子       | 1987.10 - 1988.3                                                       | 水曜日                                            |
| 阿部知代         | 1987.10 - 1989.3 → 1990.7 - 1991.9 → 2011.4 - 2011.9                   | 火曜日 → 月曜日 → 水曜日 → 月曜日、水曜日、水曜日 |
| ※中井美穂        | 1987.10 - 1995.9                                                       | 増刊号 → 水曜日・増刊号 → 増刊号                  |
| 有賀さつき       | 1988.10 - 1989.3                                                       | 水曜日                                            |
| 河野景子         | 1988.10 - 1991.3                                                       | 金曜日 → 木曜日                                   |
| 八木亜希子       | 1989.4 - 1989.6、1990.4 - 1991.9                                       | 月曜日、水曜日                                    |
| 木幡美子         | 1989.7 - 1991.3 → 1991.10 - 1992.9                                     | 月曜日、火曜日 → 水曜日                           |
| 青木美枝         | 1989.10 - 1990.3                                                       | 火曜日                                            |
| 佐藤里佳         | 1989.4 - 1989.9 → 1991.4 - 1993.9 → 1995.4 - 1995.9 → 1996.10 - 1997.9 | 火曜日、月曜日、木曜日、金曜日                    |
| 松井みどり       | 1991.4 - 1991.9                                                        | 火曜日                                            |
| 近藤サト         | 1993.4 - 1995.9                                                        | 木曜日 → 火曜日                                   |
| 小島奈津子       | 1992.10 - 1993.3                                                       | 水曜日                                            |
| ※西山喜久恵      | 1992.7 - 2001.7                                                        | 木曜日 → 金曜日 → 火曜日 → 水曜日 → 増刊号        |
| 平松あゆみ       | 1993.10 - 1995.3 → 1995.10 - 1996.3                                    | 月曜日 → 木曜日、火曜日                           |
| 関戸めぐみ       | 1995.4 - 1996.3                                                        | 月曜日                                            |
| 武田祐子         | 1996.4 - 1996.9 → 1998.4 - 1999.3                                      | 木曜日 → 水曜日、水曜日                           |
| 菊間千乃         | 1995.10 - 1995.12 → 1996.4 - 1996.9                                    | 火曜日、月曜日                                    |
| 富永美樹         | 1994.10 - 1995.3 → 1996.10 - 1998.9                                    | 月曜日、木曜日 → 水曜日 → 木曜日                  |
| 杉浦広子         | 1995.10 - 1996.9                                                       | 水曜日 → 火曜日 → 木曜日                          |
| 木佐彩子         | 1996.10 - 1999.3                                                       | 月曜日 → 火曜日                                   |
| 藤村さおり       | 1996.7 - 1996.9 → 1999.4 - 2000.9                                      | 月曜日、月曜日 → 水曜日                           |
| 荒瀬詩織         | 1999.4 - 1999.9                                                        | 水曜日                                            |
| 内田恭子         | 1999.10 - 2003.9                                                       | 火曜日 → 金曜日 → 水曜日                          |
| 大橋マキ         | 1999.10 - 2001.3                                                       | 金曜日                                            |
| 相川梨絵         | 2002.9 - 2006.3                                                        | 月曜日 → 火曜日 → 金曜日                          |
| 梅津弥英子       | 2001.10 - 2005.3                                                       | 木曜日 → 金曜日 → 木曜日                          |
| 政井マヤ         | 2000.10 - 2002.9                                                       | 水曜日 → 月曜日                                   |
| 深澤里奈         | 2000.10 - 2004.1                                                       | 月曜日 → 水曜日 → 木曜日                          |
| 大坪千夏         | 2001.4 - 2002.9                                                        | 木曜日 → 金曜日                                   |
| ※中村仁美        | 2004.10 - 2005.9                                                       | 火曜日 → 金曜日                                   |
| ※中野美奈子      | 2002.10 - 2006.9                                                       | 火曜日 → 増刊号                                   |
| 戸部洋子         | 2004.2 - 2007.3                                                        | 木曜日 → 金曜日 → 月曜日                          |
| ※斉藤舞子        | 2005.4 - 2011.3                                                        | 木曜日 → 金曜日 → 増刊号、日替わり制              |
| 平井理央         | 2005.10 - 2011.3                                                       | 火曜日 → 月曜日 → 金曜日 → 日替わり制             |
| 宮瀬茉祐子       | 2006.10 - 2009.3                                                       | 金曜日 → 月曜日                                   |
| 松尾翠           | 2007.4 - 2011.3                                                        | 火曜日 → 月曜日 → 火曜日 → 日替わり制             |
| 加藤綾子         | 2008.10 - 2011.3                                                       | 水曜日 → 木曜日 → 日替わり制                      |
| 椿原慶子         | 2009.4 - 2011.3                                                        | 火曜日 → 月曜日 → 日替わり制                      |
| 高橋真麻         | 2010.10 - 2012.3                                                       | 日替わり制 → 金曜日 → 木曜日                      |
| 本田朋子         | 2010.10 - 2013.3                                                       | 日替わり制 → 火曜日 → 水曜日                      |
| 生野陽子         | 2010.10 - 2014.3                                                       | 日替わり制 → 月曜日                               |
| 三田友梨佳       | 2011.10 - 2014.3                                                       | 水曜日 → 木曜日 → 金曜日 → 水曜日                 |
| ※竹内友佳        | 2012.4 - 2014.3                                                        | 火曜日 → 増刊号                                   |
| 久代萌美         | 2013.4 - 2014.3                                                        | 火曜日                                            |
| 内田嶺衣奈       | 2013.10 - 2014.3                                                       | 金曜日                                            |

#### 増刊号アナウンサー
- 中井美穂（1987.10 - 1995.9）（1988年4月から6月は水曜日と兼任）
- 西山喜久恵（1995.10 - 2001.7）（水曜日 → 金曜日 → 増刊号） - 改編ではない7月に降板しているのは、『FNNスーパーニュース』を担当していた木佐彩子が産休に入り、同番組を引き継ぐ事になったため。西山降板後の2001年（平成13年）7月から2004年（平成16年）9月までは固定担当はなく、各曜日テレフォンアナが持ち回りで担当していた。
- 中野美奈子（2004.10 - 2006.9）（火曜日 → 増刊号）
- 斉藤舞子（2006.10 - 2011.3）（木曜日 → 金曜日 → 増刊号） - 2008年7月27日放送分の『FNS27時間テレビ』の『笑っていいとも!増刊号スペシャル』の『テレフォンショッキング』（テレフォンゲスト：明石家さんま）の時に斉藤がテレフォンアナウンサーを担当し、その翌年の2009年7月26日放送分の『FNS26時間テレビ』内の『笑っていいとも!増刊号スペシャル』の『テレフォンショッキング』（テレフォンゲスト：島田紳助）でも斉藤が2年連続テレフォンアナウンサーを担当した。
- 中村光宏（2011.4 - 2012.3）（日替わり → 水曜日 → 増刊号） - 『増刊号』においては過去に、水曜日担当だった2009年5月から9月まで、DAIGO（当時水曜日レギュラー）とともに『DAIGO録（ロック）あしたのために』というコーナーを担当していた。『増刊号』の放送回・内容によっては出演しない場合もあった。また、月曜から金曜日の担当者の誰かが休暇などで出演しない場合などによっては、中村が担当することもあった。
- 倉田大誠（2012.4 - 2013.3）（増刊号 → 木曜日）
- 竹内友佳（2013.4 - 2014.3）（火曜日 → 増刊号）

#### 各曜日アナウンサーの変遷
| 各曜日アナウンサーの変遷 | 各曜日アナウンサーの変遷 | 各曜日アナウンサーの変遷 | 各曜日アナウンサーの変遷 | 各曜日アナウンサーの変遷 | 各曜日アナウンサーの変遷 | 各曜日アナウンサーの変遷 | 各曜日アナウンサーの変遷 |
| 期間                     | 期間                     | 月曜日                   | 火曜日                   | 水曜日                   | 木曜日                   | 金曜日                   | 増刊号                   |
| ------------------------ | ------------------------ | ------------------------ | ------------------------ | ------------------------ | ------------------------ | ------------------------ | ------------------------ |
| 1987.10.4                | 1988.4.1                 | 川端健嗣                 | 阿部知代                 | 寺田理恵子               | 山中秀樹                 | 塩原恒夫                 | 中井美穂                 |
| 1988.4.4                 | 1988.7.1                 | 塩原恒夫                 | 川端健嗣                 | 中井美穂                 | 阿部知代                 | 山中秀樹                 | 中井美穂                 |
| 1988.7.4                 | 1988.7.29                | 阿部知代                 | 川端健嗣                 | 山中秀樹                 | 塩原恒夫                 | 青嶋達也                 | 中井美穂                 |
| 1988.8.1                 | 1988.9.30                | 青嶋達也                 | 川端健嗣                 | 阿部知代                 | 塩原恒夫                 | 山中秀樹                 | 中井美穂                 |
| 1988.10.3                | 1989.3.31                | 阿部知代                 | 横井克裕                 | 有賀さつき               | 山中秀樹                 | 河野景子                 | 中井美穂                 |
| 1989.4.3                 | 1989.6.30                | 八木亜希子               | 佐藤里佳                 | 山中秀樹                 | 河野景子                 | 青嶋達也                 | 中井美穂                 |
| 1989.7.3                 | 1989.9.29                | 木幡美子                 | 佐藤里佳                 | 山中秀樹                 | 河野景子                 | 青嶋達也                 | 中井美穂                 |
| 1989.10.2                | 1990.3.30                | 木幡美子                 | 青木美枝                 | 青嶋達也                 | 河野景子                 | 川端健嗣                 | 中井美穂                 |
| 1990.4.2                 | 1990.6.29                | 木幡美子                 | 川端健嗣                 | 八木亜希子               | 智田裕一                 | 山中秀樹                 | 中井美穂                 |
| 1990.7.2                 | 1991.3.29                | 木幡美子                 | 川端健嗣                 | 阿部知代                 | 智田裕一                 | 山中秀樹                 | 中井美穂                 |
| 1991.4.1                 | 1991.9.27                | 川端健嗣                 | 長坂哲夫                 | 阿部知代                 | 境鶴丸                   | 佐藤里佳                 | 中井美穂                 |
| 1991.9.30                | 1992.6.26                | 松井みどり               | 木幡美子                 | 長坂哲夫                 | 境鶴丸                   | 塩原恒夫                 | 中井美穂                 |
| 1992.6.29                | 1992.10.2                | 松井みどり               | 長坂哲夫                 | 木幡美子                 | 西山喜久恵               | 塩原恒夫                 | 中井美穂                 |
| 1992.10.5                | 1993.4.2                 | 松井みどり               | 長坂哲夫                 | 小島奈津子               | 西山喜久恵               | 境鶴丸                   | 中井美穂                 |
| 1993.4.5                 | 1993.7.2                 | 松井みどり               | 長坂哲夫                 | 西山喜久恵               | 近藤サト                 | 境鶴丸                   | 中井美穂                 |
| 1993.7.5                 | 1993.10.1                | 松井みどり               | 長坂哲夫                 | 境鶴丸                   | 近藤サト                 | 西山喜久恵               | 中井美穂                 |
| 1993.10.4                | 1994.3.18                | 平松あゆみ               | 西山喜久恵               | 奥寺健                   | 近藤サト                 | 境鶴丸                   | 中井美穂                 |
| 1994.3.21                | 1994.4.1                 | 平松あゆみ               | 西山喜久恵               | 奥寺健                   | 近藤サト                 | 笠井信輔                 | 中井美穂                 |
| 1994.4.4                 | 1994.9.30                | 平松あゆみ               | 境鶴丸                   | 西山喜久恵               | 近藤サト                 | 奥寺健                   | 中井美穂                 |
| 1994.10.3                | 1995.3.31                | 富永美樹                 | 近藤サト                 | 西山喜久恵               | 佐野瑞樹                 | 奥寺健                   | 中井美穂                 |
| 1995.4.3                 | 1995.9.29                | 関戸めぐみ               | 近藤サト                 | 西山喜久恵               | 佐藤里佳                 | 奥寺健                   | 中井美穂                 |
| 1995.10.2                | 1995.12.29               | 関戸めぐみ               | 菊間千乃                 | 杉浦広子                 | 伊藤利尋                 | プリティ金子             | 西山喜久恵               |
| 1996.1.4                 | 1996.2.2                 | 関戸めぐみ               | 福原直英                 | 杉浦広子                 | 伊藤利尋                 | プリティ金子             | 西山喜久恵               |
| 1996.2.5                 | 1996.3.29                | 関戸めぐみ               | 福原直英                 | 武田祐子                 | 伊藤利尋                 | プリティ金子             | 西山喜久恵               |
| 1996.4.1                 | 1996.5.31                | 菊間千乃                 | 杉浦広子                 | 佐野瑞樹                 | 武田祐子                 | プリティ金子             | 西山喜久恵               |
| 1996.6.3                 | 1996.6.28                | 菊間千乃                 | 杉浦広子                 | 武田祐子                 | 佐野瑞樹                 | プリティ金子             | 西山喜久恵               |
| 1996.7.1                 | 1996.7.26                | 藤村さおり               | 杉浦広子                 | 武田祐子                 | 佐野瑞樹                 | プリティ金子             | 西山喜久恵               |
| 1996.7.29                | 1996.9.27                | 藤村さおり               | 佐野瑞樹                 | 武田祐子                 | 杉浦広子                 | プリティ金子             | 西山喜久恵               |
| 1996.9.30                | 1997.3.28                | 木佐彩子                 | 川端健嗣                 | 山中秀樹                 | 富永美樹                 | プリティ金子             | 西山喜久恵               |
| 1997.3.31                | 1997.9.26                | 川端健嗣                 | 木佐彩子                 | 富永美樹                 | 山中秀樹                 | 佐藤里佳                 | 西山喜久恵               |
| 1997.9.29                | 1998.3.27                | 佐野瑞樹                 | 木佐彩子                 | 富永美樹                 | 山中秀樹                 | 川端健嗣                 | 西山喜久恵               |
| 1998.3.30                | 1998.9.25                | 佐野瑞樹                 | 木佐彩子                 | 武田祐子                 | 富永美樹                 | 山中秀樹                 | 西山喜久恵               |
| 1998.9.28                | 1999.4.2                 | 佐野瑞樹                 | 木佐彩子                 | 武田祐子                 | 桜井堅一朗               | 山中秀樹                 | 西山喜久恵               |
| 1999.4.5                 | 1999.10.1                | 藤村さおり               | 桜井堅一朗               | 荒瀬詩織                 | 佐野瑞樹                 | 山中秀樹                 | 西山喜久恵               |
| 1999.10.4                | 2000.9.29                | 佐野瑞樹                 | 内田恭子                 | 藤村さおり               | 山中秀樹                 | 大橋マキ                 | 西山喜久恵               |
| 2000.10.2                | 2001.3.30                | 深澤里奈                 | 内田恭子                 | 政井マヤ                 | 山中秀樹                 | 大橋マキ                 | 西山喜久恵               |
| 2001.4.2                 | 2001.6.29                | 政井マヤ                 | 内田恭子                 | 深澤里奈                 | 大坪千夏                 | 山中秀樹                 | 西山喜久恵               |
| 2001.7.2                 | 2001.9.28                | 政井マヤ                 | 内田恭子                 | 深澤里奈                 | 大坪千夏                 | 山中秀樹                 | （持ち回り）             |
| 2001.10.1                | 2002.9.27                | 政井マヤ                 | 内田恭子                 | 深澤里奈                 | 梅津弥英子               | 大坪千夏                 | （持ち回り）             |
| 2002.9.30                | 2003.3.28                | 相川梨絵                 | 中野美奈子               | 深澤里奈                 | 梅津弥英子               | 内田恭子                 | （持ち回り）             |
| 2003.3.31                | 2003.9.26                | 相川梨絵                 | 中野美奈子               | 内田恭子                 | 深澤里奈                 | 梅津弥英子               | （持ち回り）             |
| 2003.9.29                | 2004.1.30                | 相川梨絵                 | 中野美奈子               | 渡辺和洋                 | 深澤里奈                 | 梅津弥英子               | （持ち回り）             |
| 2004.2.2                 | 2004.10.1                | 相川梨絵                 | 中野美奈子               | 渡辺和洋                 | 戸部洋子                 | 梅津弥英子               | （持ち回り）             |
| 2004.10.4                | 2005.4.1                 | 相川梨絵                 | 中村仁美                 | 渡辺和洋                 | 梅津弥英子               | 戸部洋子                 | 中野美奈子               |
| 2005.4.4                 | 2005.9.30                | 戸部洋子                 | 相川梨絵                 | 渡辺和洋                 | 斉藤舞子                 | 中村仁美                 | 中野美奈子               |
| 2005.10.3                | 2006.3.31                | 戸部洋子                 | 平井理央                 | 渡辺和洋                 | 斉藤舞子                 | 相川梨絵                 | 中野美奈子               |
| 2006.4.3                 | 2006.9.29                | 戸部洋子                 | 平井理央                 | 渡辺和洋                 | 田淵裕章                 | 斉藤舞子                 | 中野美奈子               |
| 2006.10.2                | 2007.3.30                | 戸部洋子                 | 平井理央                 | 渡辺和洋                 | 田淵裕章                 | 宮瀬茉祐子               | 斉藤舞子                 |
| 2007.4.2                 | 2007.9.28                | 平井理央                 | 松尾翠                   | 渡辺和洋                 | 田淵裕章                 | 宮瀬茉祐子               | 斉藤舞子                 |
| 2007.10.1                | 2008.9.26                | 宮瀬茉祐子               | 松尾翠                   | 渡辺和洋                 | 田淵裕章                 | 平井理央                 | 斉藤舞子                 |
| 2008.9.29                | 2009.3.27                | 宮瀬茉祐子               | 松尾翠                   | 加藤綾子                 | 田淵裕章                 | 平井理央                 | 斉藤舞子                 |
| 2009.3.30                | 2009.10.2                | 松尾翠                   | 椿原慶子                 | 中村光宏                 | 加藤綾子                 | 平井理央                 | 斉藤舞子                 |
| 2009.10.5                | 2010.10.1                | 椿原慶子                 | 松尾翠                   | 中村光宏                 | 加藤綾子                 | 平井理央                 | 斉藤舞子                 |
| 2010.10.4                | 2011.4.1                 | （日替わり制）           | （日替わり制）           | （日替わり制）           | （日替わり制）           | （日替わり制）           | 斉藤舞子                 |
| 2011.4.4                 | 2011.9.30                | 生野陽子                 | 本田朋子                 | 阿部知代                 | 榎並大二郎               | 高橋真麻                 | 中村光宏                 |
| 2011.10.3                | 2012.3.30                | 生野陽子                 | 本田朋子                 | 三田友梨佳               | 高橋真麻                 | 生田竜聖                 | 中村光宏                 |
| 2012.4.2                 | 2013.3.29                | 生野陽子                 | 竹内友佳                 | 本田朋子                 | 三田友梨佳               | 生田竜聖                 | 倉田大誠                 |
| 2013.4.1                 | 2013.9.27                | 生野陽子                 | 久代萌美                 | 生田竜聖                 | 倉田大誠                 | 三田友梨佳               | 竹内友佳                 |
| 2013.9.30                | 2014.3.31                | 生野陽子                 | 久代萌美                 | 三田友梨佳               | 倉田大誠                 | 内田嶺衣奈               | 竹内友佳                 |

### 日替わり制シフト時代の担当アナウンサー
- 2010年10月4日から2011年4月1日まで日替わり制シフトを導入しており、2011年3月31日（日替わり制最終日前日）までフジテレビに在籍しているアナウンサー全員に担当資格があった。担当するのはレギュラー時代同様女性アナが数人・男性アナが1〜数人（曜日は当然固定ではない）となっていた。

| 日替わり制シフト時代の担当アナウンサー | 日替わり制シフト時代の担当アナウンサー   | 日替わり制シフト時代の担当アナウンサー   | 日替わり制シフト時代の担当アナウンサー   | 日替わり制シフト時代の担当アナウンサー   | 日替わり制シフト時代の担当アナウンサー   |
| 月・週 | 月曜日                                   | 火曜日                                   | 水曜日                                   | 木曜日                                   | 金曜日                                   |
| --- | ---------------------------------------- | ---------------------------------------- | ---------------------------------------- | ---------------------------------------- | ---------------------------------------- |
| 2010年10月第1週 | (4)生野陽子                              | (5)榎並大二郎                            | (6)阿部知代★                             | (7)大島由香里                            | (8)西山喜久恵★                           |
| 2010年10月第2週 | (11)中野美奈子★                          | (12)加藤綾子●                            | (13)牧原俊幸                             | (14)山﨑夕貴                             | (15)遠藤玲子                             |
| 2010年10月第3週 | (18)中村仁美★                            | (19)田淵裕章★                            | (20)軽部真一                             | (21)高橋真麻                             | (22)本田朋子                             |
| 2010年10月第4週 | (25)川端健嗣★                            | (26)椿原慶子●                            | (27)山中章子                             | (28)平井理央●                            | (29)石本沙織                             |
| 2010年11月第1週 | (1)生野陽子(2)                           | (2)松村未央                              | (3)吉崎典子                              | (4)中村光宏●                             | (5)西山喜久恵(2)★                        |
| 2010年11月第2週 | (8)中野美奈子(2)★                        | (9)加藤綾子(2)●                          | (10)戸部洋子★                            | (11)佐野瑞樹★                            | (12)遠藤玲子(2)                          |
| 2010年11月第3週 | (15)中村仁美(2)★                         | (16)高橋真麻(2)                          | (17)笠井信輔★                            | (18)細貝沙羅                             | (19)本田朋子(2)                          |
| 2010年11月第4週 | (22)軽部真一(2)                          | (23)榎並大二郎(2)                        | (24)宮瀬茉祐子★                          | (25)福井謙二                             | (26)石本沙織(2)                          |
| 2010年11月第5週 | (29)生野陽子(3)                          | (30)松村未央(2)                          |                                          |                                          |                                          |
| 2010年12月第1週 |                                          |                                          | (1)梅津弥英子★                           | (2)倉田大誠                              | (3)西山喜久恵(3)★                        |
| 2010年12月第2週 | (6)中野美奈子(3)★                        | (7)加藤綾子(3)●                          | (8)阿部知代(2)★                          | (9)塩原恒夫★                             | (10)遠藤玲子(3)                          |
| 2010年12月第3週 | (13)中村仁美(3)★                         | (14)高橋真麻(3)                          | (15)田中大貴                             | (16)武田祐子★                            | (17)本田朋子(3)                          |
| 2010年12月第4週 | (20)平井理央(2)●                         | (21)椿原慶子(2)●                         | (22)谷岡慎一                             | (23)中村光宏(2)●                         | (24)石本沙織(3)                          |
| 2010年12月第5週 | (27)生野陽子(4)                          | (28)榎並大二郎(3)                        | (29)高島彩                               | 12月30日・31日は放送なし                 | 12月30日・31日は放送なし                 |
| 2011年1月第1週 | 1月3日 - 5日は放送なし                   | 1月3日 - 5日は放送なし                   | 1月3日 - 5日は放送なし                   | (6)松村未央(3)                           | (7)西山喜久恵(4)★                        |
| 2011年1月第2週 | (10)中野美奈子(4)★                       | (11)加藤綾子(4)●                         | (12)山﨑夕貴(2)                          | (13)大島由香里(2)                        | (14)遠藤玲子(4)                          |
| 2011年1月第3週 | (17)中村仁美(4)★                         | (18)小穴浩司                             | (19)高橋真麻(4)                          | (20)田代尚子                             | (21)本田朋子(4)                          |
| 2011年1月第4週 | (24)平井理央(3)●                         | (25)椿原慶子(3)●                         | (26)細貝沙羅(2)                          | (27)木下康太郎                           | (28)石本沙織(4)                          |
| 2011年1月第5週 | (31)生野陽子(5)                          |                                          |                                          |                                          |                                          |
| 2011年2月第1週 |                                          | (1)松尾翠●                               | (2)榎並大二郎(4)                         | (3)宮瀬茉祐子(2)★                        | (4)西山喜久恵(5)★                        |
| 2011年2月第2週 | (7)中野美奈子(5)★                        | (8)加藤綾子(5)●                          | (9)森本さやか                            | (10)田淵裕章(2)★                         | (11)遠藤玲子(5)                          |
| 2011年2月第3週 | (14)中村仁美(5)★                         | (15)高橋真麻(5)                          | (16)木幡美子★                            | (17)石本沙織(5)                          | (18)本田朋子(5)                          |
| 2011年2月第4週 | (21)山中章子(2)                          | (22)椿原慶子(4)●                         | (23)阿部知代(3)★                         | (24)立本信吾                             | (25)中村光宏(3)●                         |
| 2011年2月第5週 | (28)生野陽子(6)                          |                                          |                                          |                                          |                                          |
| 2011年3月第1週 |                                          | (1)松村未央(4)                           | (2)榎並大二郎(5)                         | (3)大島由香里(3)                         | (4)西山喜久恵(6)★                        |
| 2011年3月第2週 | (7)中野美奈子(6)★                        | (8)細貝沙羅(3)                           | (9)三宅正治                              | (10)山﨑夕貴(3)                          | (11)遠藤玲子(6)                          |
| 2011年3月第3週 | この週は東日本大震災の影響により放送休止 | この週は東日本大震災の影響により放送休止 | この週は東日本大震災の影響により放送休止 | この週は東日本大震災の影響により放送休止 | この週は東日本大震災の影響により放送休止 |
| 2011年3月第4週 | (21)平井理央(4)●                         | (22)椿原慶子(5)●                         | (23)森本さやか(2)                        | (24)木下康太郎(2)                        | (25)石本沙織(6)                          |
| 2011年3月第5週 | (28)生野陽子(7)                          | (29)加藤綾子(6)●                         | (30)松村未央(5)                          | (31)田淵裕章(3)★                         |                                          |
| 2011年4月第1週 |                                          |                                          |                                          |                                          | (1)西山喜久恵(7)★                        |
| - 1 2010年10月4日以降を掲載。 - 2 丸数字は制度導入後の担当回数。 - 3 ★印が付いているのは元レギュラーテレフォンアナ。 - 4 ●印が付いているのは2010年9月までの曜日シフト担当制最後のテレフォンアナ。 - 5 2010年12月30日 - 2011年1月5日は年末年始特別編成のため休止。 - 6 2011年3月14日 - 3月18日は東日本大震災の緊急特番のため休止。 |                                          |                                          |                                          |                                          |                                          |

### テレフォンAD
テレフォンアナウンサーが導入される以前は、『テレフォンショッキング』の電話担当は原則としてADが担当していた。以下はその例。
番組開始当初 - テレフォンアナウンサー導入まで
- ぶっちゃー（ぶーちゃん）

テレフォンアナウンサー導入後
- プリティ金子 (本名 金子剛)

1995年10月 - 1997年3月、金曜日担当。現NMB48劇場支配人。

## 総合司会の欠席
総合司会を務める森田一義（タモリ）が当番組を欠席したのは、船舶免許を取得する時（1994年12月6日、1995年1月26日）、ゴルフのプレー中に起こった事故による時（2001年11月）、白内障の手術の時（2009年7月13日から17日）などがある。

## レギュラー出演者の欠席
- 2010年1月22日の放送は、当時金曜レギュラーのオードリー・春日俊彰が骨折事故で入院のため欠席、代わりに春日の等身大パネルが設置された[23]。ただし春日本人は電話で出演したほか「この気持ちあるある!なりきり川柳」にのみ参加（事前に作品を提出済み）した。
- 2012年2月20日（月曜日）は渡辺直美がインフルエンザのため番組を欠席した[24]。
- 2012年11月19日（月曜日）は爆笑問題・田中がウイルス性肝機能障害による緊急入院で欠席。代役として相方で水曜レギュラーの太田がオープニングコーナーの途中から出演した。なお12月18日に田中・太田がそろって手術（田中は扁桃腺除去、太田は声帯ポリープ除去）[25][26]を受けたため、翌12月19日（水曜日）は太田が東京都内某所から中継で出演、フリップによる筆談を披露した[27]。また、田中は術後1週間入院[25][26]の為、12月24日（月曜日）の放送は欠席予定だったが実際は出演した。
- 2012年1月11日（水曜日）は千原兄弟の千原ジュニアがマチュピチュの旅行の帰りの飛行機が濃霧で遅れて飛んでいるため欠席、代打で兄の千原せいじが出演した[28]。
- 2011年8月12日（金曜日）は萬田久子（当時金曜レギュラー）が欠席した[29]。